# Lijst van spelers van Ñublense
Deze lijst omvat voetballers die bij de Chileense voetbalclub Ñublense spelen of gespeeld hebben. De spelers zijn alfabetisch gerangschikt.

## A
- Edgardo Abdala
- Danilo Aceval
- Jorge Acuña
- Luis Alegría
- Jorge Alvarado
- Orlando Aravena
- Patricio Araya
- Mauricio Arías

## B
- Rodrigo Barra
- Julio Barroso
- Gerardo Basaes
- Mariano Berriex
- Pablo Bolados
- Jaime Bravo

## C
- Ever Cantero
- Rodrigo Cantero
- Danilo Carando
- Daniel Carou
- Ángel Carreño
- Juan Carreño
- Carlos Chandía
- Carlos Cisternas
- Jonathan Cisternas
- Lucas Concistre
- Gerardo Cortés
- Martin Cortés

## D
- Jorge Deschamps
- Matías Díaz
- Nicolás Diez

## E
- Joel Estay

## F
- Adrián Faúndez
- Frederic Figueroa
- Luis Flores
- Diego Fuentes

## G
- Alejandro Gaete
- Patricio Galaz
- Gonzalo Gil
- Cristián Gómez
- Esteban González
- Pablo González
- Jaime Grondona
- Jonathan Guerazar

## H
- Esteban Herrera
- José Herrera
- Wladimir Herrera

## I
- Marcelo Ibáñez
- Oscar Ibarra

## J
- Luis Jara
- Miguel Jiménez
- Cristóbal Jorquera

## L
- Ezequiel Lázaro
- Richard Leyton
- Patricio Lira
- Fernando López
- Roberto Luco

## M
- Sebastián Malandra
- Ali Manouchehri
- Matias Manrique
- Andrés Manzanares
- Bruno Martelotto
- Marcelo Medina
- Marco Millape
- Sebastián Miranda
- Sebastian Montesinos
- Alejandro Morales
- Cristián Morán
- Diego Muñoz
- José Luis Muñoz

## N
- Reinaldo Navia
- Alexis Norambuena
- Luis Núñez
- Nicolás Núñez

## O
- Diego Olate
- Eric Olivares
- Roberto Órdenes
- Álvaro Ormeño
- Andrés Oroz
- Derlis Ortíz
- Diego Ortiz
- Mario Osbén
- Alejandro Osorio

## P
- Mauro Padilla
- Alfonso Parot
- Pablo Parra
- José Pedroso
- Jorge Peredo
- Eros Pérez
- Patricio Pérez
- Sebastián Pineda
- Yashir Pinto
- Mauricio Ponce
- Mariano Puyol

## R
- Rodrigo Rain
- Renato Ramos
- Joel Reyes
- Cristián Reynero
- Juan Ribera
- Mathias Riquero
- Pedro Rivera
- Rodrigo Rivera
- Gabriel Rodríguez
- Matías Rojas
- Benjamín Ruiz

## S
- Juan Sanhueza
- Maximiliano Scapparoni
- Andrés Sepúlveda
- Cristián Sepúlveda
- Juan Silva
- Hugo Solís
- Carlos Soto
- Joel Soto
- Humberto Suazo

## T
- Jorge Toledo
- Juan Toro
- Juan Troncoso

## V
- Alejandro Vásquez
- Gonzalo Vásquez
- Alexis Viera
- Manuel Villalobos
- Juan Viveros

## Z
- Leo Zamora